# Keiko Fukazawa
Keiko Fukazawa (Niigata, 1955) es una ceramista japonesa issei (primera generación) que reside en los Estados Unidos. Es conocida por sus esculturas enigmáticas y conmovedoras, que a menudo incorporan motivos tradicionales asiáticos, al tiempo que abordan cuestiones culturales y sociales. La obra de Fukazawa incorpora estilos similares al grafiti que hacen referencia a la violencia y a temáticas como la globalización, el consumismo y el capitalismo. Sus interpretaciones funcionales, aunque poco prácticas, de las formas tradicionales, sirven como vehículo de expresión personal para integrar su herencia con el entorno americano. Afirma: "Quiero compartir algo como artista inmigrante". Tras trasladarse a Estados Unidos para escapar de las escasas oportunidades que se ofrecían a las mujeres artistas en Japón, estudió en Otis College of Art and Design y en la Parsons The New School For Desing.

## Trayectoria
Fukazawa obtuvo su Licenciatura en Bellas Artes en la Universidad de Arte Musashino en 1977, centrándose originalmente en la pintura. Más tarde cambió su enfoque hacia la cerámica para ejercer una profesión más práctica para una mujer en Japón. En 1981 terminó sus estudios de posgrado en cerámica, formándose también en el estudio de Sotoen en Shigaraki-yaki, pero pronto se dio cuenta de que debido a la "naturaleza conservadora de la educación artística para mujeres" en Japón, podrían pasar años antes se le permitiría producir su propio trabajo individual.
Se trasladó a Estados Unidos, y después de un breve tiempo en Anderson Ranch Arts Center en Snowmass Village en Colorado, viajó a California en 1984 para seguir sus estudios en el California Funk Movement y con artistas como Peter Voulkos, Marilyn Levine y Ron Nagle. "Había leído en una revista sobre muchas cosas que suceden en la costa oeste en cerámica de vanguardia, piezas hermosas y fuertes".  En Los Ángeles estudió en el Otis College of Art and Design y obtuvo su Maestría en Bellas Artes en 1986. Allí estudió con el ceramista Ralph Bacerra, cuyo enfoque en la enseñanza se centraba en la habilidad técnica y la integridad en la forma y la superficie, lo que influyó en sus primeros trabajos.
Fukazawa fue docente en el Departamento de Correcciones y Rehabilitación de California en Norco y como profesora adjunta en Otis College of Art and Design en 1992, en la Universidad Politécnica del Estado de California, Pomona, la Universidad del Sur de California, Cerritos College y múltiples instalaciones disciplinarias para jóvenes/mujeres.
En 1998, se casó con el fotógrafo Dennis O. Callwood. En una exposición conjunta de 2002 Art and Deviation, la pareja desafió las suposiciones sobre los niños de los "reformatorios" y su baja cultura, a través de trabajos en colaboración con jóvenes en Camp Ronald McNair, un centro de rehabilitación de encarcelamiento en Lancaster, CA. A partir de 2013, Fukazawa pasó tres años en Jingdezhen, China, centro mundial de producción e innovación de cerámica desde hace casi 2000 años. Estas experiencias inspiraron su exposición de 2016, Made in China, donde presentó piezas que abordan el capitalismo chino. Se jubiló como profesora asociada de artes visuales y estudios de medios en Pasadena City College en 2019.

Fukazawa declaró:
Hay muchas direcciones para explorar en arcilla. Es importante abrirme a esta era y este momento, y usar el material libremente. Realmente disfruto las inconsistencias y los misterios de la arcilla y el esmalte. Mi interés ahora es hacer piezas decorativas utilizando tanto la expresión figurativa como la abstracta.